# 小行星2692
小行星2692（2692 Chkalov）是一颗绕太阳运转的小行星，为主小行星带小行星。该小行星在1976年12月16日，由前蘇聯籍烏克蘭女天文學家柳德米拉·切爾尼赫在位於瑙奇內的克里米亞天文台發現。
該小行星以前蘇聯空軍試飛員瓦列里·契卡洛夫命名。

## 轨道参数
小行星2692的轨道半长轴为2.5840940 UA，离心率为0.181。